# Double Live Assassins
A Double Live Assassins az amerikai W.A.S.P. dupla CD-s koncertalbuma. A Kill Fuck Die World Tour-on rögzítették. 1998 februárjában jelent meg az Egyesült Királyságban, és 1998 júniusában az Amerikai Egyesült Államokban.
A lemez egyike az utolsó W.A.S.P. kiadványoknak, Chris Holmes gitáros közreműködésével. A turnén Mike Duda basszusgitározott, aki a mai napig tagja az együttesnek.

## Az album dalai
| 1.  | The Medley" - "On Your Knees" - "I Don't Need No Doctor" - "Hellion" - "Chainsaw Charlie (Murders in the New Morgue) | 11:32 |
| 2.  | Wild Child | 6:03  |
| 3.  | Animal (Fuck Like a Beast)                                                                                           | 4:13  |
| 4.  | L.O.V.E. Machine | 4:16  |
| 5.  | Killahead | 3:51  |
| 6.  | I Wanna Be Somebody                                                                                                  | 6:27  |
| 7.  | U | 5:34  |
| 8.  | The Real Me | 3:37  |
| 9.  | Kill Your Pretty Face                                                                                                | 6:34  |
| 10. | The Horror | 9:10  |

| 1. | Blind in Texas          | 5:34  |
| 2. | The Headless Children   | 5:46  |
| 3. | The Idol                | 6:14  |
| 4. | The Crimson Idol Medley | 10:37 |
| 5. | Little Death            | 4:17  |
| 6. | Mean Man                | 3:51  |
| 7. | Rock and Roll to Death  | 3:52  |

## Közreműködők
- Mike Duda – basszusgitár, vokál
- Chris Holmes – gitár, dob, vokál
- Blackie Lawless – gitár, ének, producer

## Fordítás
- Ez a szócikk részben vagy egészben  a   Double Live Assassins című angol Wikipédia-szócikk fordításán alapul.  Az eredeti cikk szerkesztőit annak laptörténete sorolja fel. Ez a jelzés csupán a megfogalmazás eredetét és a szerzői jogokat jelzi, nem szolgál a cikkben szereplő információk forrásmegjelöléseként.